# Paul Sérusier
Paul Sérusier (født 9. november 1864 i Paris ; død 7. oktober 1927 i Morlaix, departement Finistère, Bretagne) var en fransk maler. Som elev af Paul Gauguin var han medgrundlægger af den symbolistiske kunstnergruppe Les Nabis (hebr.: 'profeterne'). 
Efter at have studeret filosofi opholdt han sig 1886 i Paris på Académie Julian. 1888 besøgte han Gauguin ved Pont-Aven, en landsby i Bretagne. Fra dette møde bragte han et lille billede tilbage, som han under Gaugins vejledning havde malet på låget af en cigarkasse Bois d'amour ved Pont Aven eller Le Talisman, og som skulle få programmatisk betydning for kunstnerbevægelsen Pont-Aven-skolen.
"... September 1888 under træerne i Bois d'Amour gav Gauguin sin ven Paul Sérusier en malerlektion, der fik betydning for tidens kunst: "Hvordan ser du disse træer? Gule − vel, brug noget gult, det smukkeste gule i din palet. Denne skygge? Snarere blå, mal den med ren ultramarin. Og de blade dér? Røde, læg noget vermilion. ..." − Artikel af Jean-Luc Cochennec, Ouest-france.fr 
Sérusier underviste senere på 'Académie Ranson'. 1921 udgav han ABC de la peinture, en kort afhandling, hvori han udviklede sine teorier om kunst, en erindring om al hans æstetiske forskning.
| - Paul Sérusier portrætteret - Émile Bernard: Portræt af Paul Sérusier, 1893 - Paul Ranson, Paul Sérusier og Marie-France Ranson i Ransons atelier, ca. 1900 - Odilon Redon: Litografi af Paul Serusier, 1903 |

| - Georges Lacombe: Buste af Sérusier, 1905/1906 - Selvportræt med skinnende skæg, 1907-08 (.. à la barbe rutilante) - Henri Moreau: Buste af Sérusier i Châteauneuf-du-Faou, Bretagne |

| - Værker af Paul Sérusier efter år - 'Le Tisserand' (Væveren, 1888) - Portræt af Marie Lagadu, 1889 - Blomsterbarrieren, 1889 ('La Barrière fleurie, Le Pouldu' el. 'Le Pouldu i Pont-Aven') - Bretonsk kvinde med vasketøj, 1890, - Paul Ranson i 'nabikostume', 1890 - Stuehus ved gård i Pouldu, 1890 |

| - 'Ève Bretonne ou Mélancolie'. Bretonsk aften eller melankoli, ca. 1891 - 'La Lutte bretonne'. Bretons brydekamp, 1890-1891 - 'Solitude'. Ensomhed, 1891 - 'Les Laveuses à la Laïta', 1892. Vaskekonerne ved Laïta - 'Deux Bretonnes sous un pommier en fleurs', 1892 (To bretonske kvinder under et blomstrende æbletræ) - 'L'Averse', 1893. (Regnskyl) - 'Le pardon de Notre-Dame-des-Portes à Châteauneuf-du-Faou', ca. 1894. (Tilgivelsen ved Notre-Dame-des-Portes à Châteauneuf-du-Faou) - 'Les mangeurs de serpents', Slangespiserne, 1894 - Drenge på en flodbred, 1906 - Le berger Corydon (Hyrden Corydon (en), 1913 - 'L'Incantation ou Le Bois Sacré', (Besværgelsen eller den hellige skov), 1914 - 'La veuve de Guerre', Krigsenken, 1919 - 'Pommes et écuelle bleu', (Æbler og en blå skål), 1922 - Paul Gauguin, Bretagne, udateret, Paris, i privat eje - 'Mignonne, allons voir si la rose…' (Min kære, lad os se om rosen…) |